# Theo Middelkamp
Theofiel Middelkamp, detto Theo (Nieuw-Namen, 23 febbraio 1914 – Kieldrecht, 2 maggio 2005), è stato un ciclista su strada e pistard olandese.
Professionista dal 1934 al 1951, fra i suoi successi figurano i Campionati del mondo del 1947 (nella corsa iridata fu inoltre terzo nel 1936 e secondo nel 1950), tre Campionati olandesi e due tappe al Tour de France.

## Carriera
Passato professionista nel 1934, si mise subito in luce vincendo diverse corse, soprattutto kermesse e criterium nei natii Paesi Bassi e nel vicino Belgio. Nel 1936 partecipò al Tour de France e riuscì ad aggiudicarsi la settima tappa che prevedeva un percorso che da Aix-les-Bains portava a Grenoble e affrontava il Colle del Galibier. Middelkamp diventò il primo olandese a conquistare una tappa nella corsa a tappe francese
Terminò quel Tour al ventitreesimo posto della graduatoria generale, ottenendo anche altri cinque piazzamenti nei dieci nelle varie frazioni. Fu convocato nella nazionale olandese che prese parte ai mondiali di Berna in cui si piazzò al terzo posto, diventando quindi il secondo olandese ad aggiudicarsi una medaglia nella competizione iridata, dopo il terzo posto di Marinus Valentijn nel 1933.
Nel 1937 si ripresentò al Tour, che tuttavia abbandonò alla quinta tappa. Si distinse ancora con molte vittorie in circuiti e kermesse: nel 1938 si aggiudicò il titolo nazionale, bissando il successo ottenuto nel 1934 nella categoria indipendenti e si aggiudicò la sua seconda e ultima tappa al Giro di Francia. Continuò a vincere criterium e kermesse anche nel 1939 ma lo scoppio della seconda guerra mondiale fermò la sua carriera.
Nel 1943 vinse ancora il campionato nazionale e furono sue, fra il 1943 e il 1944, numerose kermesse e criterium. Nel 1945 vinse il terzo e ultimo campionato olandese, mentre l'anno seguente fu secondo. Nel 1947 si fregiò del titolo mondiale, diventando il primo olandese a raggiungere tale traguardo. Continuò a correre e vincere criterium e kermesse fino al 1951, anno del suo ritiro, raggiungendo nel 1950 un secondo posto nei mondiali di Moorslede. Terminata la carriera sportiva aprì un pub e lavorò anche come commentatore per la televisione olandese.

## Palmarès

### Strada
- 1934

Campionati olandesi, Prova in linea Indipendenti
- 1935

Stadsprijs Geraardsbergen
Rotterdam-Feyenoord
- 1936

Grand Prix Stad Vilvoorde
7ª tappa Tour de France
Rotterdam-Feyenoord
- 1938

Campionati olandesi, Prova in linea
Groote Mei Prijs Hoboken
7ª tappa Tour de France
- 1939

Sint-Lievens-Houtem
Antwerpen-Kiel
Grand Prix van Noord-Vlaanderen
Amsterdam-Boschbaan
- 1943

Campionati olandesi, Prova in linea
- 1945

Campionati olandesi, Prova in linea
Nationale Sluitingsprijs
- 1946

Grand Prix Stadt - Sint-Niklaas
Liegi-Vichte
Beveren-Vaars
- 1947

Campionati mondo, Prova in linea
Omloop der Zuid-West-Vlaamse Bergen
- 1948

Circuit de Flandre orientale
Grand Prix Stad Vilvoorde

#### Altri successi
- 1934

Criterium di Roosendaal
- 1935

Kermesse di Melsele
Criterium di Deurne
- 1936

Kermesse di Stekene
Criterium di Hoensbroek
- 1937

Criterium di Namur
Criterium di Lokeren
Criterium di Moerbeke
Criterium di Oosterhout
- 1938

Kermesse di Kieldrecht
- 1939

Kermesse di Sint-Lievens-Houtem
Kermesse di Kieldrecht
- 1943

Criterium di Haarlem
Criterium di Lebbeke
- 1944

Kermesse di Stekene
Criterium di Baasrode
- 1945

Kermesse di Kieldrecht
Kermesse di Ruiselede
Kermesse di Stekene
Kermesse di Bornem
Kermesse di Eke
Criterium di Aalst
Criterium di Bassevelde
Criterium di Dendermonde
Criterium di Lebbeke
Criterium di Temse
Criterium di Namur
Criterium di Middelkerke
Criterium di Wieze
Criterium di Gent
Criterium di Merksem
Criterium di Kalken
Criterium di Adegem,
Criterium di Overmere
Criterium di Herentals
Criterium di Bornem
Criterium di Rumst
- 1946

Criterium di Herve
Criterium di Sint-Nikklas
Criterium di Gouda
Criterium di Temse
Criterium di Vrasene
Criterium di Gilze-Rijen
Criterium di Scheveningen
Criterium di Kontich
- 1947

Ninove - Prix Victor Standaert (criterium)
Criterium di Geleen
Criterium di Etten-Leur
Criterium di Temse
Criterium di Steenbergen
- 1948

Criterium di Gent
Criterium di Steenberge
- 1949

Kermesse di Boom
Kermesse di Waremme
Kermesse di Antwerpen
Kermesse di Beveren-Waas
Criterium di Kruiningen
Criterium di Gent
Criterium di Steendorp
Criterium di Waremme
Criterium di Namur
- 1950

Criterium di Hulst
Criterium di Oud-Gastel

### Pista
- 1948

Campionati olandesi di fondo
- 1950

Campionati olandesi di fondo

## Piazzamenti

### Grandi Giri
- Tour de France

1936: 23º
1937: ritirato
1938: 42º

### Competizioni mondiali
- Campionati del mondo

Floreffe 1935 - In linea ritirato
Berna 1936 - In linea: 3º
Valkemburg 1938 - In linea ritirato
Zurigo 1946 - In linea ritirato
Reims 1947 - In linea: vincitore
Valkemburg 1948 - In linea ritirato
Moorslede 1950 - In linea: 2º